# Нака (крейсер)
«Нака»(Naka, яп. 那珂) — легкий крейсер Імперського флоту Японії, типу «Сендай», який взяв участь у Другій світовій війні.

## Історія створення
Корабель був закладений 10 червня 1922 року на верфі Yokohama Dock. Спущений на воду 24 березня 1925 року, вступив у стрій 30 листопада того ж року.

## Історія служби

### Довоєнний період
На початку 1932-го «Нака» опинився біля узбережжя Центрального Китаю, де в Шанхаї стались антияпонські заворушення. Командування імперського ВМФ зосередило біля цього промислового центру значний загін кораблів та висунуло ультиматум щодо виплати відшкодування за пошкоджене майно японських громадян. 28 січня японці розпочали бойові дії, які тривали більш як місяць і відомі як «Інцидент 28 січня» (можливо відзначити, що того ж 28 січня на півночі Китаю за підтримки Японії була проголошена Маньчжурська держава). 4 лютого «Нака»  та ще два легкі крейсери провели бомбардування шанхайського форту Вусон (можливо відзначити, що в наступні дні Вусон неодноразово ставав ціллю для обстрілів корабельною артилерією).

### Друга світова війна

#### 1941 рік
Станом на 1941 рік «Нака»  був флагманом 4-ї ескадри ескадрених міноносців та разом з трьома з чотирьох її дивізій (12 есмінців) прибув наприкінці листопада до Мако (важлива база ВМФ на Пескадорських островах у південній частині Тайванської протоки). Першою операцією, в якій «Нака»  діяв разом із сімома есмінцями, став супровід конвою з десантом до Вігану на північно-західному узбережжі острова Лусон (перед доставкою головних сил до затоки Лінгайєн японці висадили на Філіппінах цілий ряд допоміжних десантів). Висадка відбулась вранці 10 грудня, після чого американська авіація атакувала загін та змогла потопити й пошкодити кілька суден та кораблів. «Нака»  отримав лише незначні пошкодження від обстрілу. 12—14 грудня «Нака» пройшов з Вігану назад до Мако.
Починаючи з 17 грудня 1941-го, «Нака» супроводжував сили вторгнення до Лінгайєн, які здійснили висадку в ніч проти 22 грудня. Разом із 7 есмінцями він прикривав 2-й транспортний загін, що включав 28 транспортів та рухався з Мако.
Невдовзі крейсер прибув на Формозу, а 29 грудня 1941 — 2 січня 1942 здійснив перехід з Такао (зараз тайванський Гаосюн) до Давао на південному узбережжі філіппінського острова Мінданао (японський десант захопив цей порт ще 20 грудня).

#### 1942 рік
6 січня 1942-го «Нака» та 11 есмінців вийшли з Давао, супроводжуючи транспорти з військами для атаки на розташований у Нідерландській Ост-Індії острів Таракан — центр нафтовидобувної промисловості біля північно-східного завершення острова Борнео. Висадка на Таракані відбулась в ніч проти 11 січня та швидко завершилась успіхом.
21 січня 1942-го «Нака» та 9 есмінців розпочали прикриття конвою з десантом, який вийшов з Таракану для оволодіння Балікпапаном (ще один центр нафтовидобувної промисловості на східному узбережжі острова Борнео). Цього разу прикриття не впоралось із завданням і під час висадки в ніч проти 24 січня транспорти були атаковані американськими есмінцями, яким вдалось потопити три судна. Нідерландський підводний човен «HNLMS K XVIII», який в умовах поганої погоди діяв у надводному положенні, дав чотириторпедний залп по «Нака», проте не поцілив крейсер. Попри втрати транспортів, захоплення Балкіпапану пройшло успішно.
30 січня 1942-го «Нака» разом з чотирма есмінцями своєї ескадри полишив Балікпапан та попрямував до затоки Лінгайєн, куди прибув 2 лютого. Їхнім завданням був супровід великого транспортного конвою, який мав доправити сили для вторгнення на схід Яви. 8 лютого конвой рушив на південь (на першій ділянці маршруту його також охороняв легкий крейсер «Кума») та 12 числа прибув до Голо (на однойменному острові у філіппінському архіпелазі Сулу). Тут сили прикриття зросли за рахунок ще 4 есмінців 4-ї ескадри, які вивільнились по завершенні операції захоплення Макассару (на південно-західному півострові острова Целебес). 19 лютого 1942-го конвой полишив Голо та рушив на південь, причому надалі за інших загонів сили прикриття зросли до 2 важких та 2 легких крейсерів і 16 есмінців. 27 лютого це з'єднання вступило з союзниками в битву в Яванському морі, при цьому гідролітак з «Нака» провадив розвідку. За 18 хвилин після початку бою «Нака» разом із шістьома есмінцями своєї ескадри провели першу масовану торпедну атаку, під час якої випустили 43 торпеди. Жодна з них не влучила в ціль, причому більш як десяток вибухнули передчасно або через зіткнення між собою. Дещо більше ніж за годину «Нака» та його есмінці провели ще одну атаку, проте знову без бажаного результату (можливо відзначити, що так само не вдалось поцілити союзні кораблі під час третьої масованої атаки, проведеної легким крейсером «Дзінцу» та есмінцями його ескадри, а от важкий крейсер «Хагуро» використовував свою торпедну зброю значно ефективніше та зміг під час битви уразити два ворожі кораблі). Втім, у підсумку союзні сили були розгромлені, що дозволило японцям провести 1 березня висадку на сході Яви у Крагані.
Кілька діб «Нака» патрулював у районі Крагану, а потім перейшов до Макассару, в який прибув 12 березня 1942-го. Тут він перебував до 26 числа, коли вирушив назад на Яву для подальшої участі в операції з оволодіння островом Різдва, шо лежить у Індійському океані за три з половиною сотні кілометрів на південь від західної частини Яви (мав фосфоритову копальню, що до війни забезпечували значну частку потреби Японії у цій сировині для виробництва добрив). Операція, в якій взяли участь, окрім «Нака», ще два легкі крейсера та 7 есмінців, почалась 29 березня, а 31 числа відбулась висадка. Хоча японці практично не зустріли спротиву, але біля острова діяв американський підводний човен «Сівулф». Вранці того ж 31 березня він випустив чотири торпеди по «Нака», проте не поцілив. Зате ввечері 1 квітня одна з двох випущених «Сівулфом» торпед влучила в «Нака»  в районі котельного відділення. Крейсер втратив здатність самостійно пересуватись, проте не затонув. 2 квітня його повів на буксирі інший легкий крейсер «Наторі», а есмінці «Мінегумо» та «Нацугумо» забезпечували охорону. З 3 по 6 квітня «Нака» проходив аварійний ремонт у затоці Бантам (острів Ява), після чого зміг рушити своїм ходом та 10 квітня досягнув Сінгапура. Майже два місяці «Нака» проходив тут ремонт, після чого 3—12 червня прямував до Японії і до 5 квітня 1943-го проходив остаточне відновлення в Майдзуру. При цьому 1 квітня 1943-го «Нака» включили до 14-ї дивізії крейсерів (після пошкодження «Нака» флагманом 4-ї ескадри есмінців став легкий крейсер «Юра»).

#### 1943 рік
25—30 квітня 1943-го «Нака» пройшов з Японії на атол Трук у центральній частині Каролінських островів (тут ще до війни створили потужну базу японського ВМФ, з якої до лютого 1944-го провадились операції у цілому ряді архіпелагів). 15—18 травня крейсер перейшов на атол Джалуїт (Маршаллові острови), де ніс службу близько місяця, допоки 15—18 червня не здійснив зворотний перехід на Трук.
22—28 червня 1943-го «Нака» разом з іншим легким крейсером та 2 есмінцями здійснили рейс до острова Науру та назад на Трук. Метою походу була доставка підкріплень, при цьому «Нака» перевіз чотири сотні бійців 2-го батальйону морської піхоти ВМБ Йокосука.
У другій половині липня 1943-го «Нака» здійснив новий рейс на Маршаллові острови, де відвідав атоли Кваджелейн, Мілі, Вотьє. 3 (за іншими даними — 5) вересня «Нака» разом з іншим легким крейсером «Ісудзу» вирушив у новий похід до цього ж архіпелагу, де спершу відвідав Кваджелейн. Також «Нака» побував на Малоелапі, а 10 вересня прибув назад на Трук («Ісудзу» залишився на Маршаллових островах та повернувся на Трук лише на початку жовтня).
12 вересня 1943-го «Нака» вийшов з Труку для допомоги конвою № 6113. Останній після виходу з Кваджелейну був атакований підводним човном, який зміг пошкодити два судна. У підсумку 15 вересня їх вдалось довести до Кваджелейну, туди ж прибув і «Нака». Протягом наступних кількох тижнів «Нака» відвідав атоли Кваджелейн, Мілі, Вотьє та Джалуїт, а 3 жовтня повернувся на Трук.
Невдовзі «Нака» задіяли в межах операції «Тей Го», метою якої була доставка з Азії значних військових контингентів для підсилення ряду гарнізонів Океанії. 11—18 жовтня 1943-го «Нака» разом з 2 транспортами пройшов до Шанхаю, де до них приєднався «Ісудзу» (вийшов дещо раніше та заходив на острів Сікоку). 21—28 жовтня цей же загін перейшов назад на Трук як другий ешелон конвою «Тей № 4 Го», при цьому на «Нака» перевозили майже п'ять сотень бійців. 23 жовтня у Східнокитайському морі загін перехопив американський підводний човен «Шад», який випустив по крейсерах і транспортах 10 торпед, проте жодна з них не влучила в ціль.
1 листопада 1943-го переформатований «Тей № 4 Го» попрямував на південь, а 3 листопада за сотню кілометрів на північ від Кавієнга (друга за значенням японська база в архіпелазі Бісмарка на північному завершенні острова Нова Ірландія) став ціллю для ворожої авіації. Унаслідок близьких вибухів бомб на «Нака» загинуло 7 осіб, проте крейсер зміг і далі виконувати завдання та прийняв з пошкодженого транспорту «Кійосумі-Мару», який втратив хід, більш ніж півтори сотні осіб та 4 протитанкові гармати (всього з цього судна різні бойові кораблі зняли понад тисячу бійців, а сам «Кійосумі-Мару» вдалося привести на буксирі до Кавієнга).
5 листопада 1943-го «Нака» прибув до Рабаула — головної передової бази в архіпелазі Бісмарка, з якої здійснювались операції на Соломонових островах та сході Нової Гвінеї. Тут японське командування збирало крейсерський загін для контратаки проти союзників, що кількома днями раніше висадились на острові Бугенвіль та в ніч проти 3 листопада завдали попередньому загону поразки в бою біля затоки Імператриці Августи. Втім, того ж 5 листопада американське авіаносне з'єднання завдало удару по гавані Рабаулу, внаслідок чого цілий ряд японських крейсерів був вимушений відбути на ремонт, що остаточно нейтралізувало загрозу для сил вторгнення на Бугенвіль. «Нака» зазнав лише незначних пошкоджень, проте 6—9 листопада пройшов назад на Трук.
20 листопада 1943-го великі сили союзників розпочали операцію захоплення островів Гілберта. 21—22 листопада «Нака», ще один легкий крейсер та два есмінці пройшли до острова Понапе (східні Каролінські острови), де прийняли на борт 1,5 тисячі бійців, після чого 25 листопада прибули до атола Кваджелейн та стали очікувати сприятливих обставин, щоб доправити підкріплення на Тараву (головний опорний пункт японців у зазначеному архіпелазі). Втім, японське командування так і не наважилось ввести в дію надводні сили, а Тарава впала після важкої триденної битви. У підсумку 1 грудня доправлених з Понапе бійців висадили на атолі Мілі, після чого «Нака» повернувся через Кваджелейн на Трук.

#### 1944 рік
1 січня 1944-го «Нака» вийшов з Труку для допомоги все тому ж «Кійосумі-Мару». Останній після майже двох місяців перебування у Кавієнзі зміг вирушити у зворотний рейс, проте тепер його підстеріг і торпедував підводний човен. «Нака» взяв «Кійосумі-Мару» на буксир і під охороною кількох інших бойових кораблів дотягнув його 8 січня до бази. Протягом січня 1944-го «Нака» також здійснив транспортний рейс до Понапе та назад.

#### Загибель
17 лютого 1944-го «Нака» вийшов з Труку для допомоги легкому крейсеру «Агано», який був напередодні атакований підводним човном і затонув. Втім, «Нака» не встиг далеко відійти від бази, яка вранці того ж 17 числа стала ціллю для потужного удару авіаносного з'єднання (операція «Хейлстоун»). За кілька десятків кілометрів на захід від Труку крейсер атакували кілька хвиль літаків з авіаносців «Банкер-Гілл» та «Коупенс». Під час третього нальоту «Нака» отримав влучання торпедою і бомбою, переломився навпіл та затонув. Загинуло 240 членів екіпажу, проте 210 моряків підібрали патрульні катери.